# Ануфриев, Георгий Иванович
Георгий Иванович Ануфриев (февраль 1940, Пензенская область — 26 февраля 2010, Самара) — советский деятель, новатор производства, слесарь-сборщик Куйбышевского авиационного завода Куйбышевской области. Член Центральной Ревизионной Комиссии КПСС в 1986—1990 годах. Герой Социалистического Труда (26.03.1979).

## Биография
В 1959—1961 годах — слесарь-сборщик Куйбышевского машиностроительного завода Куйбышевской области.
В 1961—1964 годах — в Советской армии.
Член КПСС с 1964 года.
В 1964—1970 годах — слесарь-сборщик Куйбышевского машиностроительного завода Куйбышевской области.
С 1970 года — слесарь-сборщик Куйбышевского авиационного завода Куйбышевской области.
В 1983 году окончил Куйбышевский авиационный техникум.
Потом — на пенсии.

## Награды и звания
- Герой Социалистического Труда (26.03.1979)
- два ордена Ленина (26.03.1979,)
- медали